# Aeschynomene goetzei
Aeschynomene goetzei är en ärtväxtart som beskrevs av Hermann August Theodor Harms. Aeschynomene goetzei ingår i släktet Aeschynomene och familjen ärtväxter. Inga underarter finns listade i Catalogue of Life.